# Гаплогруппа N9a1'3 (мтДНК)
Гаплогруппа N9a1'3 — в популяционной генетике — гаплогруппа митохондриальной ДНК человека.

## Происхождение
Гаплогруппа N9a1'3 происходит от гаплогруппы N9, определяется мутацией 16129. По расчетам генетиков она выделилась во время позднего палеолита (15 тыс. лет до н.э.). Гаплогруппа N9a1'3 делится на субклады N9a1 и N9a3.

## Распространение
Гаплогруппа N9a1'3 и происходящие от нее субклады распространены преимущественно в регионе Восточная Азия. Но при этом небольшой процент зафиксирован в Восточной Европе, что можно объяснить переселениями азиатских кочевников гуннов, авар, монгол и т.д.

## Субклады
- N9a1’3
  - N9a1
    - N9a1a

  - N9a3

## Палеогенетика
- N9a1 определена у образца TEV003 жившего в начале нашей эры. Мужчина из народа хунну был захоронен у горы Тевш-уул, которая находится в аймаке Уверхангай из Монголии.[1]
- N9a3 была обнаружена у образца DSM-1067, датируемого средневековым периодом (1,240±65 BP). Погребение было совершено в гробу подвешенном на скале (висячие гробы), недалеко от города Чанъань в провинции Юньнань, который во времена империи Тан был столицей Китая.[2]